# Jean Dromer
Jean Dromer, né le 2 septembre 1929 à Paris et mort le 24 novembre 1998 dans la même ville, est un haut fonctionnaire, banquier et homme d'affaires français. 

## Biographie

### Jeunesse et études
Jean Dromer étudie à l'École libre des sciences politiques. Il est titulaire d'un DES d'économie politique. Il est admis à l'École nationale d'administration (promotion France-Afrique de 1957).

### Parcours professionnel
Il intègre l'Inspection générale des finances à sa sortie de l'ENA. Il est conseiller technique au secrétariat général de la présidence de la République en 1964 puis dirige le secrétariat général du comité interministériel pour les questions de coopération économique européenne (SGCI) auprès du gouvernement français de 1966 à 1967. 
De 1967 à 1979, il est directeur général adjoint puis vice-président du comité international de la BNP et prend la direction de la Banque internationale pour l'Afrique occidentale dont la BNP est le principal actionnaire. Il est président de l'Association française des banques de 1982 à 1986, avant d'occuper la présidence de la Compagnie financière du CIC de 1986 à 1987 puis de l'UAP d'avril 1987 à août 1988. Il prend la tête de la Financière Agache en juin 1989 et du groupe LVMH en 1990. 
De 1992 à 1996, il est à la tête de la French American Foundation.
Il préside également l'Association des anciens élèves de l'École nationale d'administration de 1968 à 1974.
Membre du conseil d'administration de la Fondation de France à partir de 1994, il en est le président de janvier 1997 à son décès. Il participe également à la création de la Fondation Médecins sans frontières qu'il préside de 1990 à sa mort.